# Тевелев, Моисей Соломонович
Моисей (Яков) Соломонович Тевелев (1890, Российская империя — 1918, Харьков, Харьковская губерния ) — участник борьбы за власть Советов.

## Биография
В 1912 году служил в царской армии. Владелец молочной лавки на Москалёвке, в прошлом помощник провизора. В 1915—1916 годах работал в Екатеринославской и Харьковской большевистских организациях. В 1917 году — член Харьковского комитета РСДРП(б), исполкома Харьковского Совета рабочих и солдатских депутатов, областного комитета Советов Донецко-Криворожской республики. 
Участвовал в создании Красной гвардии, организации профсоюзов, издании газеты «Пролетарий» в Харькове. Во время немецко-австрийской оккупации Украины в 1918 году член Харьковского подпольного губернского комитета КП(б)У. Арестован в августе 1918 года и повешен (по другим данным расстрелян) на центральной площади города (впоследствии названной его именем) немецкими оккупантами.

## Память
- С января по июнь 1919 и с 1920 по 1975 год его именем называлась площадь Конституции в Харькове;[1]
- Названа улица Тевелева в Салтовском районе Харькова;
- Проект памятника М. (Я.) С. Тевелеву в 1936 году[2].